# Anger réti SFAC 1900 SE
A Soproni FAC 1900 SE egy labdarúgócsapat, melynek székhelye Sopronban található. A csapat két alkalommal szerepelt az NB I-ben még az 1993-94-es és az 1994-95-ös idényben.

## Története
Sopron legpatinásabb egyesülete a SFAC, amely 1900-ban alakult meg Soproni FC néven. 1908-ban vette fel a Soproni Football és Atlétikai Club nevet. 1920-ig a háború és az azt követő események miatt a klub működése szünetelt. 1920-ban viszont már elindult a Dunántúli kerület szombathelyi alosztály labdarúgó bajnokságában. Két évvel később már a Nyugati I. osztályú bajnokságért küzdött. 1923-ban egyesült a Soproni STK-val. Ezután felváltva játszott a Nyugati I. és II. osztályban. 1939-ben megnyerte az NB II-t és játszhatott az NB I-be jutásért, de Győrben 2-1-re kikapott a csapat. A SFAC-ot az 50-es években megszüntették,majd beolvasztották a többi soproni klubbal együtt a Soproni SE-be. 1991-ben SLC néven indult az NB II. Nyugati csoportjában. 1993 tavaszán az SLC a város történetében először feljutott az élvonalba! Két szezon után az SLC-t elérték az anyagi gondok, így 1996-ban egyesült a rendszerváltáskor újjáélesztett Soproni FAC-al. 1999-ben már olyan súlyos anyagi gondokkal nézett szembe a klub hogy az őszi szezont sem tudta már elkezdeni az NB II.-ben, így visszaminősítették a megyei II. osztályba.

## Névváltozások
- 1900–1908 Soproni FC
- 1908-1930 Soproni Football és Athletikai Club
- 1930–1932 Soproni Football Club 1900
- 1932–1949 Soproni Football és Athletikai Club
- 1949-1950 Soproni Szakmaközi SFAC
- 1950-1951 Soproni Dolgozók Sport Egylete
- 1951–1957 Soproni Vörös Lobogó Selyemipar
- 1957–1978 Soproni FAC
- 1978-1991 Soproni SE
- 1991–1992 Soproni LC
- 1992-1996 EMDSZ-Soproni Labdarúgó Club
- 1996-1998 Soproni Futball és Atlétikai Club
- 1998–1999 Soproni Dreher FAC
- 1999–2006 Soproni FAC
- 2006-2017 Anger réti SFAC 1900 Sport Egyesület
- 2017- Soproni FAC 1900 Sport Egyesület

## Ismertebb játékosok
* a félkövérrel írt játékosok rendelkeznek felnőtt válogatottsággal.
- Árgyelán János
- Babos Gábor
- Cseh András
- Dragóner Attila
- Fischer Pál
- Korsós Attila
- Bíró Imre

## Sikerek
NB I
- Résztvevő: 1993-94, 1994-95

NB II
- Ezüstérmes: 1992-93